# Missa Bruxellensis
La Missa Bruxellensis (ou Messe de Bruxelles) est une messe à 23 voix, vocales et instrumentales, représentant l'un des sommets de la musique polyphonique baroque, seulement surpassé en complexité contrapuntique et en richesse acoustique par la Missa Salisburgensis du même compositeur, qui combine 53 voix indépendantes.
D'abord attribuée à Orazio Benevoli, la Missa Salisburgensis est reconnue aujourd'hui comme l'un des chefs-d'œuvre du compositeur Heinrich Biber. Elle a été intégrée au catalogue de ses œuvres sous le numéro C app.100.

## Présentation

### Titre et attribution
La dénomination Missa Bruxellensis est due au musicologue Laurentius Feininger, et se réfère au lieu où la partition fut trouvée et reste conservée, la Bibliothèque royale Albert Ier. En 1970, Feininger l’inscrit dans son édition intégrale des œuvres d'Orazio Benevoli.
Cependant, les travaux du musicologue Ernst Hintermaier et l'analyse détaillée de la technique et du style de la Missa Bruxellensis ont « fait clairement apparaître Biber comme leur auteur ».

### Structure
La Missa Bruxellensis suit l'Ordinaire de la messe catholique, et comprend donc cinq mouvements :
1. Kyrie —
2. Gloria —
3. Credo —
4. Sanctus —
5. Agnus Dei —

## Analyse
Selon Ernst Hintermaier, Heinrich Biber devait « adapter son écriture aux contraintes du lieu. Aussi a-t-il évité autant que possible une facture savante et contrapuntique, mettant en valeur plutôt des structures harmoniques homophones et tentant de minimiser les problèmes acoustiques par des échanges en concertato, contrastés entre les différents groupes de solistes vocaux et instrumentaux ». Composée quatre ans avant sa mort, la Missa Bruxellensis est « peut-être la dernière production de grande envergure de Biber ».

### Ouvrages spécialisés
- (en) Eric Thomas Chafe, The Church Music of Heinrich Biber, Ann Arbor, UMI Research Press, coll. « Studies in musicology » (no 95), 1987, 305 p. (ISBN 0835717704, OCLC 15053153)